# P-рейтинг
P-рейтинг — система оценки производительности процессора, которая широко использовалась в процессорах AMD и Cyrix, для настольных ПК и впервые применённая для процессоров К5.
Например, процессор AMD Athlon 64 3800+ (P-рейтинг которого равен 3800), реально работая на частоте 2,6 ГГц, имеет производительность, сравнимую с производительностью процессора Intel серии Pentium 4 с частотой 3,8 ГГц.
Данная оценка была введена из маркетинговых соображений, когда AMD начала испытывать проблемы с увеличением тактовой частоты своих процессоров (из-за растущего тепловыделения), поэтому весьма приблизительна, и устанавливается компанией по результатам внутренних тестов.
Реальное соотношение производительности и потребительских свойств процессоров зависит также от технологического процесса и архитектуры.

## Процессоры, маркируемые P-рейтингом

### Серия K5(1996—1997)
Маркировались все процессоры серии. Существенно отставали от аналогичных процессоров Intel, зато обладали низким тепловыделением.

### Серия K7(1999—2005)
P-рейтингом маркировались, начиная с Athlon XP. Соотношение производительностей процессоров сильно менялось при выпуске новых моделей обеими фирмами, но в целом соответствовало рейтингу. При одинаковом технологическом процессе тепловыделение процессоров AMD ниже из-за меньшей тактовой частоты.